# Hero Tri-Nation Series 2017
De  Hero Tri-Nation Series 2017 was de eerste editie van het internationale voetbaltoernooi dat vanaf 2018 de Hero Intercontinental Cup zou gaan heten. Het toernooi werd gespeeld van 19 tot en met 24 augustus 2017. Het werd georganiseerd door de AIFF, de Indiase voetbalbond en gold als voorbereidingstoernooi voor de derde ronde van de kwalificatie van het Aziatisch kampioenschap voetbal 2019. Alle wedstrijden werden gespeeld in Mumbai. Het toernooi werd gewonnen door het voetbalelftal van India.

## Deelnemende landen
Er deden drie landen uit mee uit drie verschillende confederaties. De vier deelnemende landen spelen allemaal een keer tegen elkaar in de groepsfase. Het land dat eerste eindigt in de poule wint het toernooi.
De drie deelnemende landen in volgorde van de FIFA-ranking van augustus 2017:
- India (97)
- Saint Kitts en Nevis (125)
- Mauritius (160)

## Stadion
Aanvankelijk zou het toernooi worden gespeeld in het Jawaharlal Nehrustadion. Dit stadion werd echter een week voor het toernooi vervangen door de Mumbai Voetbalarena. Reden voor de stadionwijziging was onenigheid tussen de organisator en de beheerder van het stadion over de financiële verplichtingen.
| Mumbai              | · Mumbai |
| ------------------- | -------- |
| Mumbai Voetbalarena | · Mumbai |
| Capaciteit: 18.000  | · Mumbai |
|                     | · Mumbai |

## Groepsfase
| Pos. | Land                 | GW | W | G | V | DV | DT | +/− | Ptn. |
| ---- | -------------------- | -- | - | - | - | -- | -- | --- | ---- |
| 1    | India                | 2  | 1 | 1 | 0 | 3  | 2  | +1  | 4    |
| 2    | Saint Kitts en Nevis | 2  | 0 | 2 | 0 | 2  | 2  | 0   | 2    |
| 3    | Mauritius            | 2  | 0 | 1 | 1 | 2  | 3  | –1  | 1    |

|                                                      |                           |              |             |                                                                                |
| 19 augustus 2017 «onderlinge duels» 20:00 (UTC+5:30) | India                     | 2–1          | Mauritius   | Mumbai Voetbalarena, Mumbai Scheidsrechter: Hettikamkanamge Dilan Perera (SRI) |
| 19 augustus 2017 «onderlinge duels» 20:00 (UTC+5:30) | R. Singh 37' B. Singh 62' | Externe link | 15' Jocelyn | Mumbai Voetbalarena, Mumbai Scheidsrechter: Hettikamkanamge Dilan Perera (SRI) |

|                                                      |                      |      |           |                                                                    |
| 22 augustus 2017 «onderlinge duels» 17:30 (UTC+5:30) | Saint Kitts en Nevis | 1–1  | Mauritius | Mumbai Voetbalarena, Mumbai Scheidsrechter: C. R. Srikrishna (IND) |
| 22 augustus 2017 «onderlinge duels» 17:30 (UTC+5:30) | Rogers 87'           | AIFF | 19' Sarah | Mumbai Voetbalarena, Mumbai Scheidsrechter: C. R. Srikrishna (IND) |

|                                                      |              |              |                      |                                                                                |
| 24 augustus 2017 «onderlinge duels» 20:00 (UTC+5:30) | India        | 1–1          | Saint Kitts en Nevis | Mumbai Voetbalarena, Mumbai Scheidsrechter: Hettikamkanamge Dilan Perera (SRI) |
| 24 augustus 2017 «onderlinge duels» 20:00 (UTC+5:30) | J. Singh 38' | Externe link | 72' Amory            | Mumbai Voetbalarena, Mumbai Scheidsrechter: Hettikamkanamge Dilan Perera (SRI) |